# ミスオンワード
ミスオンワードは日本の競走馬。無敗で桜花賞、優駿牝馬（オークス）を制し、1956年に啓衆社賞最優秀3歳牝馬、1957年に同最優秀4歳牝馬に選出された。繁殖牝馬としても優秀であり、3頭の重賞優勝産駒がいる。

## 戦績
※馬齢は旧表記（数え）とする。
母ホールドタイトはハードソースの種を宿した状態で1954年にイギリスから日本に輸入され、来日後、ミスオンワードを出産した。このような経緯で生まれたものを持込馬と呼ぶ。
ミスオンワードは1956年、武田文吾厩舎に入厩し、10月に京都でデビュー。鞍上に武田厩舎の主戦騎手栗田勝を迎え、1番人気に応えて初勝利を挙げる。その後も牡馬を相手に3歳ステークス、3歳オープン戦、京都3歳ステークス をいずれも快勝し、この年の最優秀3歳牝馬に選ばれた。
明けて4歳は桜花賞の2週間前の4歳オープン戦から始動し、危なげなくこれに勝利すると、桜花賞では単勝支持率75.4%という驚異的な支持率に応え、前走で破ったヒシチヨに1馬身3/4差をつけての逃げ切り勝ちを収めた。続いてオークスへのステップレースを4馬身差で圧勝すると、本番のオークスも他馬を寄せ付けず快勝し、デビューから無傷の8連勝を飾った。無敗での桜花賞・オークスの牝馬二冠達成は史上初となる。
この強さにファンのみならず競馬関係者の間にも「ダービーに挑戦しては」という機運が高まり、オーナーの樫山も調教師である武田に意見を求めた。これに対して武田は難色を示したが、結局世論に押し切られる形で、オークスから連闘でのダービー出走が決まった。太平洋戦争以前の活躍馬であるクレオパトラトマス以来の無敗牝馬の出走に、レース当日は牡馬の一線級に混じっての3番人気に支持されたが、レコードタイムで優勝したヒカルメイジの17着に敗れる。しかしこの挑戦にファンは惜しみない拍手を送った。
当時はまだ牝馬の競走体系が未整備だったため、秋以降は牡馬の一線級との戦いとなった。秋初戦のオープン戦を3着とした後、菊花賞のステップレース神戸杯を制し、菊花賞本番でも1番人気に支持されたものの、3番人気だったラプソデーの10着に終わっている。その後2戦1勝として4歳シーズンを計10戦6勝で終えたミスオンワードは最優秀4歳牝馬に選ばれた。
古牡馬相手となった5歳以降は3、4歳時のような活躍を続ける事はできなかったが、それでも多くのレースで人気を集め、 目黒記念（秋）に勝利、天皇賞（秋）でも2着に入るなど、14戦4勝・2着3回・3着4回と健闘を続けた。年末の有馬記念7着を最後に競走馬を引退、繁殖牝馬となった。

## 引退後
引退後は繁殖牝馬として、オンワードセカンド（毎日杯、神戸杯）、アポオンワード（毎日杯、鳴尾記念、札幌記念、阪急杯）、ハードオンワード（阪神障害ステークス・秋、京都大障害・秋）と3頭の重賞勝ち馬を輩出し、成功を収めた。また後継牝馬も多く残し、牝系からもクリオンワードやスダホーク、オンワードボルガ、オンワードメテオなどの活躍馬が出ている。繁殖引退後はオンワード牧場で余生を過ごしていたが、放牧中に転倒して左大腿骨を骨折し、1986年3月25日に安楽死の処置が執られた。33歳という長寿馬であった。

## その他
ミスオンワードの馬主である樫山純三は「組曲」や「23区」などを展開する服飾ブランド「オンワード樫山」の創業者であるが、一時展開していた女性用コートのブランドに本馬からとった「Miss Onward」という名称を与えていた。

## 血統表
| ミスオンワードの血統                             | ミスオンワードの血統        | ミスオンワードの血統     | （血統表の出典）         | （血統表の出典） |
| 父系                                             | ファラリス系                | ファラリス系             | ファラリス系             |                  |
| 父 Hard Sauce 1948 鹿毛 イギリス                 | 父の父Ardan 1941 鹿毛       | Pharis                   | Pharos                   | Pharos           |
| 父 Hard Sauce 1948 鹿毛 イギリス                 | 父の父Ardan 1941 鹿毛       | Pharis                   | Carissima                |                  |
| 父 Hard Sauce 1948 鹿毛 イギリス                 | 父の父Ardan 1941 鹿毛       | Adargatis                | Asterus                  | Asterus          |
| 父 Hard Sauce 1948 鹿毛 イギリス                 | 父の父Ardan 1941 鹿毛       | Adargatis                | Helene de Troie          |                  |
| 父 Hard Sauce 1948 鹿毛 イギリス                 | 父の母Saucy Bella 1941 芦毛 | Bellacose                | Sir Cosmo                | Sir Cosmo        |
| 父 Hard Sauce 1948 鹿毛 イギリス                 | 父の母Saucy Bella 1941 芦毛 | Bellacose                | Orbella                  |                  |
| 父 Hard Sauce 1948 鹿毛 イギリス                 | 父の母Saucy Bella 1941 芦毛 | Marmite                  | Mr.Jinks                 | Mr.Jinks         |
| 父 Hard Sauce 1948 鹿毛 イギリス                 | 父の母Saucy Bella 1941 芦毛 | Marmite                  | Gentlemen's Relish       |                  |
| 母 *ホールドタイト Hold Tight 1944 鹿毛 イギリス | 母の父Bobsleigh 1932 栗毛   | Gainsborough             | Bayardo                  | Bayardo          |
| 母 *ホールドタイト Hold Tight 1944 鹿毛 イギリス | 母の父Bobsleigh 1932 栗毛   | Gainsborough             | Rosedrop                 |                  |
| 母 *ホールドタイト Hold Tight 1944 鹿毛 イギリス | 母の父Bobsleigh 1932 栗毛   | Toboggan                 | Hurry On                 | Hurry On         |
| 母 *ホールドタイト Hold Tight 1944 鹿毛 イギリス | 母の父Bobsleigh 1932 栗毛   | Toboggan                 | Glacier                  |                  |
| 母 *ホールドタイト Hold Tight 1944 鹿毛 イギリス | 母の母Jennydang 1938 鹿毛   | Colombo                  | Manna                    | Manna            |
| 母 *ホールドタイト Hold Tight 1944 鹿毛 イギリス | 母の母Jennydang 1938 鹿毛   | Colombo                  | Lady Nairne              |                  |
| 母 *ホールドタイト Hold Tight 1944 鹿毛 イギリス | 母の母Jennydang 1938 鹿毛   | Dalmary                  | Blandford                | Blandford        |
| 母 *ホールドタイト Hold Tight 1944 鹿毛 イギリス | 母の母Jennydang 1938 鹿毛   | Dalmary                  | Simon's Shoes            |                  |
| 母系(F-No.)                                      | ホールドタイト系(FN:5-h)    | ホールドタイト系(FN:5-h) | ホールドタイト系(FN:5-h) | [ § 2 ]          |
| 5代内の近親交配                                  | Phalaris5×5=6.25%           | Phalaris5×5=6.25%        | Phalaris5×5=6.25%        | [ § 3 ]          |
| 出典                                             | 1. 2. 3.                    | 1. 2. 3.                 | 1. 2. 3.                 | 1. 2. 3.         |

父ハードソースは1951年のジュライカップの優勝馬。ほかキングズスタンドステークス2着など、短距離で活躍した。おもな産駒に2000ギニー優勝馬で種牡馬として日本にも輸入されたハードリドンなどがいる。